# أنطون سميرنوف (متزلج فني)
أنطون سميرنوف (بالروسية: Антон Юрьевич Смирнов)‏ هو متزلج فني روسي، ولد في 4 يونيو 1982 في سانت بطرسبرغ في روسيا.

## وصلات خارجية
- أنطون سميرنوف على موقع الاتحاد الدولي للتزلج (الإنجليزية)